# Datorspelsåret 1978

## Händelser

### Okänt datum
- Stugan läggs ut på Stockholms datamaskinscentral för forskning och högre utbildning.
- APF Electronics, Inc. lanserar spelkonsolen APF-M1000.
- Bally/Midway lanserar spelkonsolen Bally Professional Arcade.
- Elektor lanserar TV Games Computer.
- Entreprex lanserar spelkonsolen Apollo 2001.
- Interton lanserar spelkonsolen VC 4000.
- Magnavox lanserar spelkonsolen Odyssey² (G7000 Videopac).
- Nintendo lanserar spelkonsolen Color TV Game 15 och arkadspelet Computer Othello.
- Warner Communications' Atari introducerar trak-ball-kontrollen på arkadspelet Football; och lanserar spelkonsolen Pinball Game System.

## Spel släppta år1978

### Arkadspel
- Juni - Det japanska företaget Taito Corporation lanserar arkadspelet "Space Invaders" i Japan.[1]
- Oktober - Namco lanserar sitt första arkadspel, Gee Bee i Japan.
- Konami lanserar arkadspelet Block Game.

### Fotnoter
1. ↑  DS Cohen (juni 1978). ”Space Invaders – Alien Shooter that Put Video Arcades and Atari 2600 on the Map” (på engelska). Classicgames. Arkiverad från originalet den 21 februari 2014. https://web.archive.org/web/20140221212004/http://classicgames.about.com/od/arcadegames/p/Space-Invaders-Alien-Shooter-That-Put-Video-Arcades-And-Atari-2600-On-The-Map.htm. Läst 10 februari 2014.